# 国谷裕子
国谷 裕子（くにや ひろこ、1957年〈昭和32年〉2月3日 - ）は、日本のニュースキャスター。

## 来歴
大阪府出身。3人姉妹の次女で父の海外勤務に伴い、幼稚園時代から、ニューヨーク、サンフランシスコ（アメリカ合衆国）、小学校6年から中学校まで香港と日本を行き来しながら過ごす。
帝塚山学院小学校、聖心インターナショナルスクール、ブラウン大学卒業（専攻：国際関係学、副専攻：国際経済学）。
プロクター・アンド・ギャンブル・サンホーム（現・プロクター・アンド・ギャンブル (P&G) ジャパン）に就職し販売戦略を担当したが、「結局、なぜ一つでも多くせっけんを売らなくてはいけないのかと、納得がいかなくなり、一年足らずで辞めてしまった」と退職。
知人のNHK特派員の紹介で『NHKニュース』（NHK）英語放送の同時通訳者、ライター、リサーチャーを務めたのを機に、報道の世界に入る。26歳まで派遣会社や日本外国特派員協会に登録して、海外映像チェック、リサーチなどに従事。
1985年、28歳で結婚し、夫の留学に伴い渡米。ニューヨークで専業主婦になるが、1986年にNHKニューヨーク総局のリサーチャーを担当し、1987年から『ワールドニュース』（NHK BS1）駐米キャスターを担当。1988年に帰国。
帰国後、『ニュースセンター9時』の後継番組である『NHKニュースTODAY』の国際コーナーを担当。当番組抜擢の直前、本格的にジャーナリズムを学ぼうと願書を出していたコロンビア大学のジャーナリズム大学院の入学許可が届いており大学院に行くか日本に帰国するかを迷い大学に相談したところ入学担当の学部長に「学校は待てます。しかし仕事が巡るチャンスはそう多くなありませんよ」とアドバイスされ帰国を選択した。しかし経験と能力不足が露呈し半年で国際担当スタジオキャスターの役割は降ろされ国際担当リポーターになるがわずか１年で番組から外された。この件は大きな挫折であり、このことがキャスターという仕事のこだわりの原点としている。
1989年4月　6月から本放送が始まることになった衛星放送『ワールドニュース』のキャスターを担当。
1993年4月5日から『クローズアップ現代』のレギュラーキャスターを番組開始時から務める。2015年12月20日、黄木紀之NHK編成局長から『クローズアップ現代』担当者に対し国谷の降板が通知され、2016年度の番組改編に伴い、国谷の番組降板情報が報道され 、同年1月12日付の報道で国谷のキャスター降板が発表された。
2016年4月1日付で、東京藝術大学理事（学長特命担当 兼 ダイバーシティ推進室長）に就任。2016年6月7日『徹子の部屋』で民放初出演。2017年1月、初の著書『キャスターという仕事』を出版、同年3月にBS日テレの『久米書店』に出演して久米宏と初対面する。2017年6月日本郵船取締役。2017年10月、国連食糧農業機関(FAO)日本担当親善大使に就任。
夫は弁護士の国谷史朗（大阪弁護士会所属）。『クローズアップ現代』にゲスト・コメンテーターとして出演したこともある。サッカー日本代表元監督の岡田武史は小学生時代の同級生。
フリーアナウンサーでニュースキャスターの小川彩佳は、目標とするニュースキャスターに国谷の名を挙げている。
2023年12月20日の『クローズアップ現代』放送30周年 年末拡大スペシャルでは、番組降板後初めてゲストとして出演した。

## 受賞歴
- 第3回橋田賞（1994年）[12]

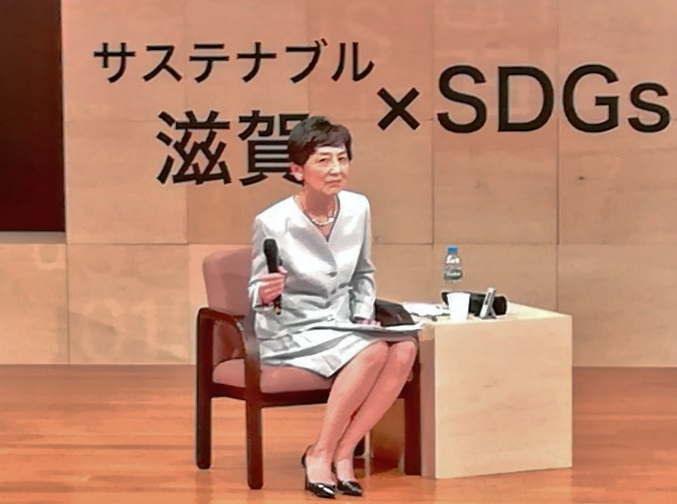
滋賀県大津市で行われた『「サステナブル滋賀 × SDGs」シンポジウム』にて　2017年5月

- 第22回放送文化基金賞（個人・グループ部門）（国谷裕子と「クローズアップ現代」番組制作スタッフ）（1996年）
- 放送ウーマン賞 '97（1998年）[13]
- 第50回菊池寛賞（国谷裕子と「クローズアップ現代」制作スタッフ）（2002年）
- 日本記者クラブ賞（2011年）
- 第53回ギャラクシー賞 特別賞（「クローズアップ現代」のキャスターとしての功績に対して）（2016年）
- 放送人グランプリ2016 グランプリ（2016年）
- 社会起業大学[14]『ソーシャルビジネスグランプリ2017 政治起業家部門グランプリ』[15]

## 著書
- 『キャスターという仕事』岩波新書、2017年
- 『国谷裕子と考えるSDGsがわかる本』文溪堂、2019年

共著
- 『ここだけは聞いておきたい裁判員裁判 31の疑問に答える』片山善博,四宮啓共著　日本評論社　2009
- 『クローズアップ藝大』東京藝術大学 共著　河出書房新社　2021

翻訳
- ジェイソン・ゲイズ『ぼくはガンを克服した ある少年の生への闘い イラスト手記』日本放送出版協会　1989

## 『クローズアップ現代』
1993年の開始時から、国谷はNHKが一般的な地上テレビジョンネットワーク、衛星、両方のNHKワールドチャンネルとNHKワールド・プレミアムチャンネル上で週4日のゴールデンアワーに放送する『クローズアップ現代』（英語: Today's Close-up）のホスト役を務めた。
2016年1月8日付けのジャパンタイムズは、NHKは国谷の解任も含む『クローズアップ現代』の番組内容の変更を検討していると報じた。その後実際に2016年3月17日の放送をもって国谷は降板となったが、海外メディアでは国谷の離脱例などを引いて、安倍政権下の日本では放送関係者に政治的圧力がかけられているという報道、日本のマスコミの独立性に「深刻な脅威」があるとする言論の自由・表現の自由に関する国連特別報告者デイヴィッド・ケイによる警告と国谷、古館伊知郎、岸井成格らの報道番組降板、および日本のメディアを支配する恐怖についての報道、国境なき記者団による世界報道自由度ランキングにおける日本の順位の急激な低下を論ずる報道などがなされた。

## その他

### インタビュー
- 世界のクロサワ「スパイの妻」を語る〜ベネチア国際映画祭17年ぶりの快挙〜（2020年10月、NHK BSプレミアム）[21]